# William L. Marcy
William Learned Marcy (12 de diciembre de 1786 - 4 de julio de 1857) fue un estadista estadounidense, quien se desempeñó como senador y el undécimo Gobernador de Nueva York, y como Secretario de Guerra y Secretario de Estado de los Estados Unidos.

## Primeros años
Marcy nació en Southbridge, Massachusetts. Se graduó de la Universidad de Brown en 1808, enseñó en la escuela en Dedham, Massachusetts y en Newport, Rhode Island y estudió leyes. Marcy participó en la Guerra anglo-estadounidense de 1812.
El 28 de abril de 1824, se casó con Cornelia Knower (1801-1889, hija de Benjamin Knower) en Knower House en Guilderland, Nueva York, y tuvieron dos  hijos Edmund Marcy y Cornelia Marcy (1834-1888).

## Política
Fue el miembro principal de la Regencia de Albany, un grupo de políticos que controlaron la política del Estado entre 1821 y 1838. Fue el ayudante general de la Milicia del Estado de Nueva York desde 1821 hasta 1823, contralor del Estado de Nueva York desde 1823 hasta 1829, y juez asociado al Tribunal Supremo de Nueva York desde 1829 hasta 1831.
En 1831, fue elegido como representante demócrata Jacksoniano al Senado de los Estados Unidos en Nueva York, y sirvió desde el 4 de marzo de 1831, hasta el 1 de enero de 1833, cuando renunció al asumir el cargo como gobernador. Estuvo en el Comité del Senado de los Estados Unidos en el Congreso número 22. Defendiendo el nombramiento de Jackson de Martin Van Buren como ministro del Reino Unido en 1832, Marcy utilizó la frase "para el vencedor le pertenece el botín," que es de donde proviene el término spoil system.
Fue Gobernador de Nueva York durante tres períodos, desde 1833 hasta 1838. En 1838, fue derrotado por William H. Seward, que dio lugar a un cambio radical en la política del Estado y puso fin a la Regencia.
Fue miembro de la Comisión de Reclamaciones Mexicanas desde 1839 hasta 1842. Luego, fue reconocido como uno de los líderes de los Hunkers, del Partido Demócrata en Nueva York.

## Oficina federal
Marcy se desempeñó como Secretario de Guerra de los Estados Unidos en el gabinete del presidente James K. Polk desde 1845 hasta 1849, momento en el que reanua la práctica de la ley.
Marcy regresó a la vida pública en 1853 para servir como Secretario de Estado de los Estados Unidos con el presidente Franklin Pierce.
Murió en Ballston Spa, Nueva York, y fue enterrado en el Cementerio Rural en Albany, Nueva York.
El Monte Marcy en Essex County, de 1629 metros, en Nueva York, y la Ciudad de Marcy en el Condado de Oneida fueron nombrados en su honor.